# Tepecik Belediyespor
Büyükçekmece Tepecikspor Kulübü is een Turkse voetbalclub opgericht in 1988 te Büyükçekmece, een district van de provincie Istanbul. Tepecik is een wijk van dit district. De clubkleuren zijn oranje en groen. De thuisbasis van de club is het Esenyurt Necmi Kadıoğlustadion.

## Geschiedenis

### Oprichting
Büyükçekmece Tepecikspor werd op 23 juli 1988 opgericht als Tepecikspor. Erkan Gidiş was de eerste voorzitter van de club. Kaya Öztürk, Erol Erkan, Metin Acun, Erdoğan Çakır, Muzaffer Bağırtlak en Mehmet Batmanlıoğlu maakten deel uit van de oprichtende leden.

### Naamswijzigingen
Voorafgaand aan het seizoen 1993-94 werd de clubnaam veranderd van Tepecikspor naar Tepecik Fıratpenspor. Begin 2005-2006 werd de naam gewijzigd in Tepecik Belediyespor. Jaargang 2011-12 veranderde de clubnaam weer, nu naar Tepecikspor A.Ş.. Vanaf het seizoen 2015-16 veranderde de naam in Büyükçekmece Tepecikspor.

## Bekende (ex-)spelers
- Fatih Akyel
- Gürhan Gürsoy
- Suat Usta
- Okan Yılmaz

Groep I : 23 Elazığ FK · Anadolu Üniversitesi · Artvin Hopaspor · Belediye Kütahyaspor · Bornova 1877 · Bulvarspor · Bursaspor · Düzcespor · Ergene Velimeşe SK · Kahramanmaraşspor · Karşıyaka · Kırşehir Futbol SK ·  Kuşadasıspor · Muş 1984 Muşspor · Silifke Belediyespor · Tokat Belediye Plevnespor

Groep II :Adıyamam FK · Amasyaspor FK · Balıkesirspor · Beykoz İshaklı Spor · Çayelispor · Etimesgut Belediyespor · Fatsa Belediyespor · İnegöl Kafkas · Kelkit Hürriyet SK · Mazıdağı Fosfatspor · Muğlaspor · Nevşehir Belediyespor · Silivrispor · Tire 2021 FK · Türkmetal 1963 Spor · Uşakspor

Groep III : 1922 Konyaspor · 52 Orduspor · Alanya Kestelspor · Aliağa FK · Ayvalıkgücü Belediyespor · Bayburt Özel İdarespor · Bursa Yıldırımspor · Çankaya SK · Çorluspor 1947 · Efeler 09 Spor · Karabük İdmanyurduspor · Küçükçekmece Sinop SK · Osmaniyespor FK ·  Pazarspor · Viranşehir Belediyespor · Yozgat Belediyesi Bozokspor

Groep IV : 1926 Polatlı Belediyespor · Ağrı 1970 Spor · Bergama SF · Büyükçekmece Tepecikspor · Denizlispor · Edirnespor · Kahramanmaraş İstiklalspor · Kırıkkalegücü Futbol SK · Mardin 1969 Spor · Niğde Belediyespor · Orduspor 1967 · Sebat Gençlikspor · Talasgücü Belediyespor ·  Turgutluspor · Zonguldak Kömürspor